# Porella niitakensis
Porella niitakensis là một loài rêu tản trong họ Porellaceae. Loài này được (Horik.) S. Hatt. miêu tả khoa học lần đầu tiên năm 1944.